# Варюхин, Виктор Филиппович
Ви́ктор Фили́ппович Варюхин (9 января 1948 — 26 марта 2000, Ташкент) — советский футболист, нападающий, полузащитник.

## Биография
Воспитанник ферганского футбола. В 1966—1967 годах играл во втором эшелоне первенства СССР за «Нефтяник» (Фергана) на позиции нападающего. С 1968 года стал выступать за ташкентский «Пахтакор» полузащитником. Провёл в команде девять сезонов и в 28 лет завершил карьеру.
Финалист Кубка СССР 1968.
Скончался 26 марта 2000 года, похоронен на Боткинском кладбище Ташкента.